# Michael McCarty
Michael McCarty (Evansville, 7 settembre 1946 – Santa Barbara, 26 settembre 2014) è stato un attore statunitense, attivo in campo teatrale, televisivo e cinemastografico.

## Biografia
Recitò a Broadway in diversi musical ed opere di prosa, tra cui Amadeus (1980), Oliver! (1984), Big River (1985), Sweeney Todd (1989), 42nd Street (2002), Oklahoma! (2002) e Mary Poppins (2006). In campo televisivo ha recitato in episodi di Quando si ama, E.R. - Medici in prima linea e Ai confini della notte.

## Filmografia parziale

### Cinema
- Jacknife - Jack il coltello (Jacknife), regia di David Hugh Jones (1989)
- Casper, regia di Brad Silberling (1995)
- Dead Man, regia di Jim Jarmusch (1995)
- Dunston - Licenza di ridere (Dunston Checks In), regia di Ken Kwapis (1996)
- Dudley Do-Right, regia di Hugh Wilson (1999)
- La leggenda di Bagger Vance (The Legend of Bagger Vance), regia di Robert Redford (2000)

### Televisione
- Ai confini della notte - serie TV, 2 episodi (1981)
- Quando si ama - serie TV, 9 episodi (1992)